# Cystopteris × laurentiana
Cystopteris × laurentiana là một loài dương xỉ trong họ Cystopteridaceae. Loài này được Blasdell mô tả khoa học đầu tiên năm 1963.
Danh pháp khoa học của loài này chưa được làm sáng tỏ. 